# Pomník obětem komunismu (Petřín)
Pomník obětem komunismu v Praze je skupina bronzových plastik postav řada postupně ubývajících na v Praze na Újezdě na úpatí
Petřína.

## Popis

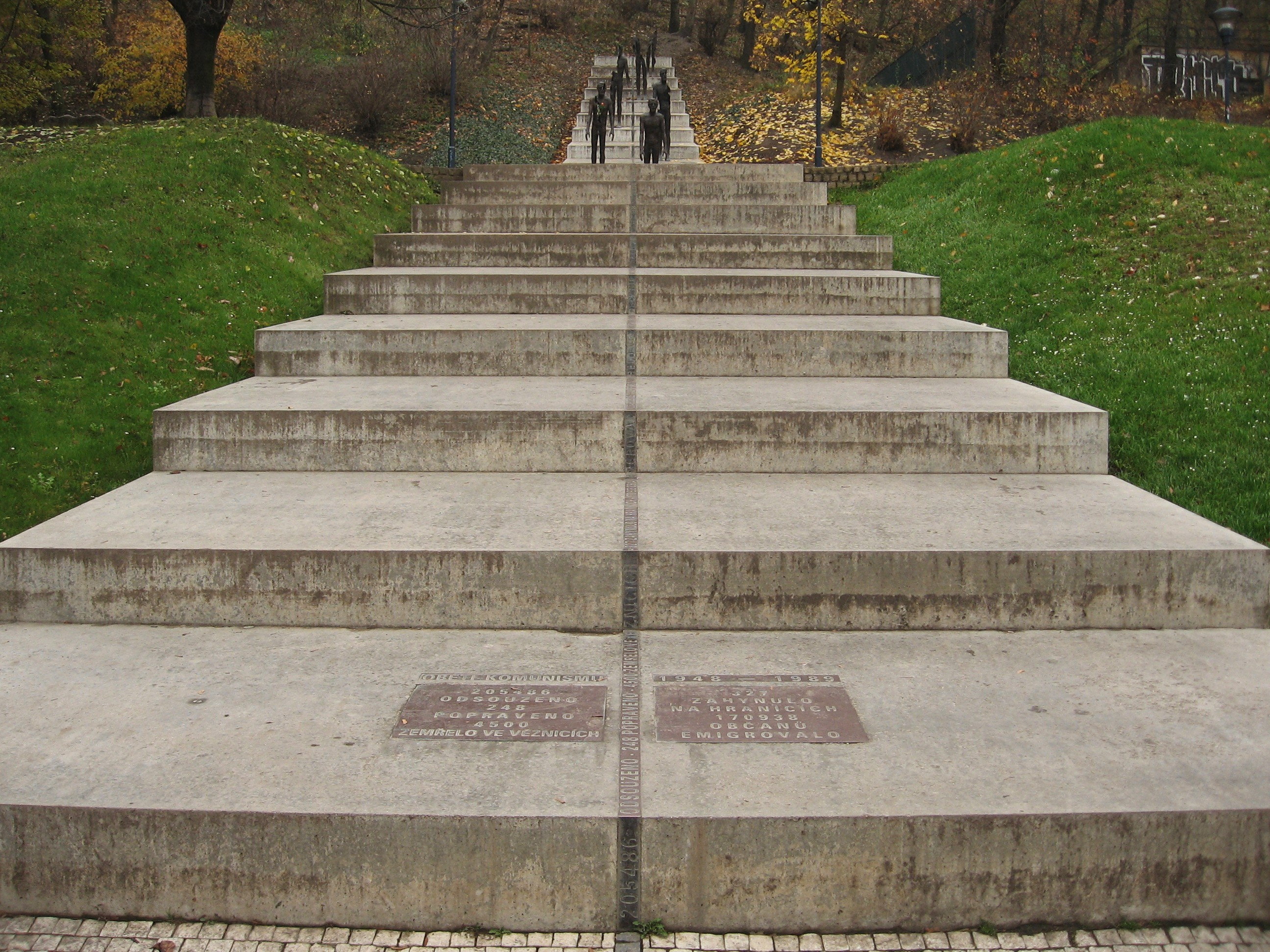
Pohled zdola na celý pomník

Autorem pomníku je český sochař Olbram Zoubek ve spolupráci s architekty Zdeňkem Hölzlem a Janem Kerelem. Je situován na východním svahu Petřína. Tvoří jej masivní zužující se schodiště, v jehož horní částí kráčí 6 postav. První je celá, další postupně více a více zmrzačené, ale stále stojící, což má obrazně připomínat utrpení muklů, jakož i jejich statečnost a nezlomnost. V dolní části pomníku je na kovových deskách napsáno:
Oběti komunismu 1948 – 1989: 205 486 odsouzeno – 248 popraveno – 4 500 zemřelo ve věznicích – 327 zahynulo na hranicích – 170 938 občanů emigrovalo.

Totéž je na bronzovém pásu, který běží shora dolů po celém schodišti.
Slavnostní odhalení pomníku proběhlo 22. května 2002. Pomník se během své existence stal terčem několika vandalských útoků, například na něj neznámý pachatel hodil Molotovův koktejl. V listopadu 2003 do jedné ze soch pachatel umístil výbušnou směs, následná exploze sochu poškodila.
V architektonické soutěži o podobu pomníku, která se konala v roce 2000, se na 3. místě umístil návrh architektů Petra Jandy a Aleše Kubalíka z ateliéru Sporadical. Jejich záměrem byla instalace rozměrného zrcadla, nakloněného proti chodcům stoupajícím do schodů ve svahu. O tři roky později se svým návrhem v upravené podobě zvítězili v soutěži o podobu Památníku obětem komunismu v Liberci.
24. února 2018 bylo stromořadí před pomníkem podle návrhu Ivana Margoliuse pojmenováno jako „Alej obětí totality“.

## Odkazy

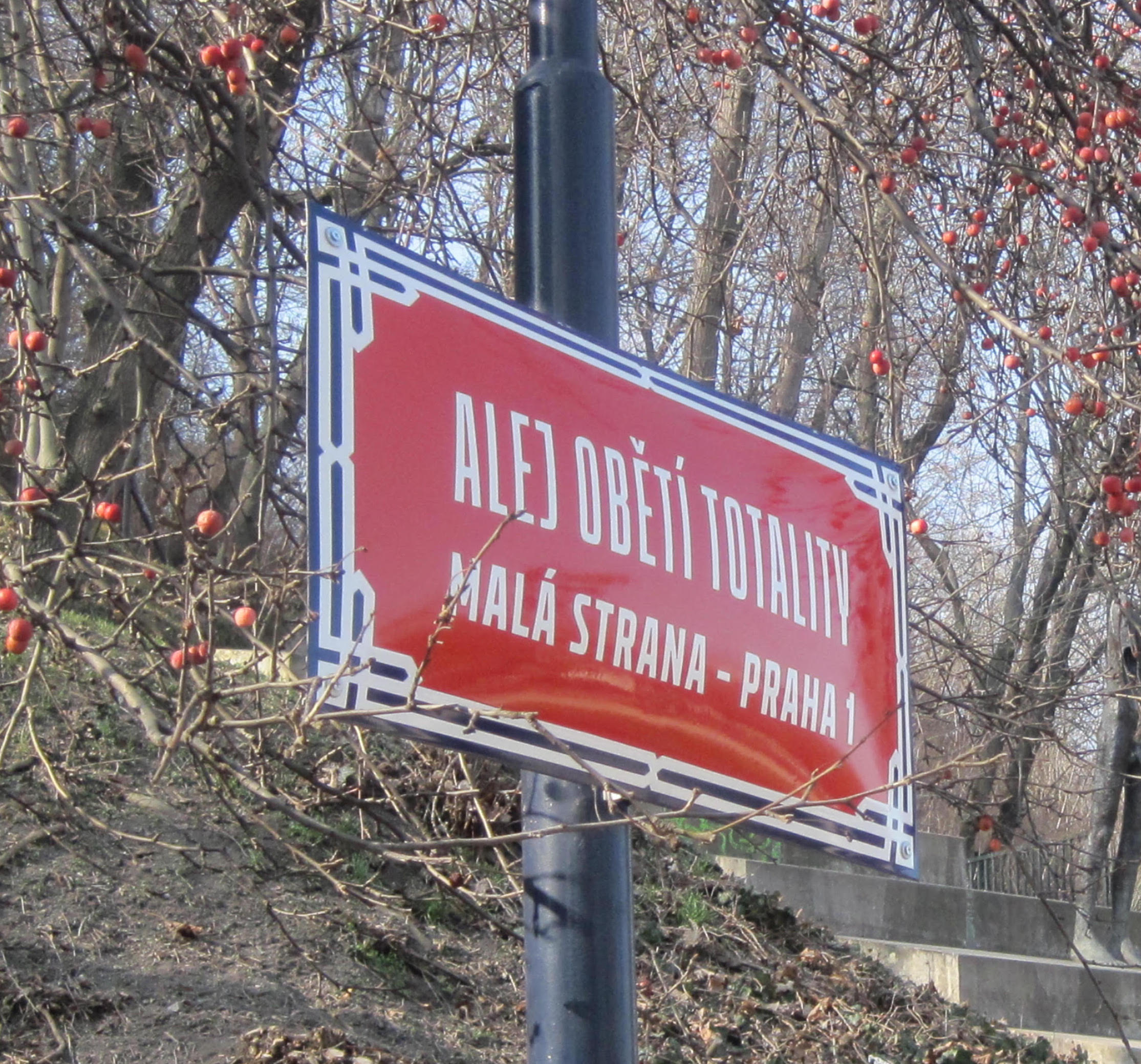
Alej Obětí totality, Malá Strana, Praha 1